# Одеське газове родовище

Розташування на мапі. Одеське газове родовище позначене цифрою 3.

Одеське газове родовище (англ. Odesa gas field) — належить до Причорноморсько-Кримської нафтогазоносної області Південного нафтогазоносного регіону України. Станом на 2016 є дані про незаконну промислову діяльність РФ в районах Голіцинського і Одеського газових родовищ.

## Розташування
Родовище розташоване на північно-західному шельфі Чорного моря за 130 км від Одеси і 150 км від смт Чорноморське. У тектонічному відношенні воно приурочене до західної центрикліналі Каркінітсько-Північнокримського прогину.

## Відкриття
Одеська структура підготовлена до глибокого буріння по палеоценових та еоценових відкладах сейсмічними дослідженнями МСГТ у 1986. У 1987 тут з СПБУ «Таврида» пробурена розвідувальна свердловина № 1, у якій при випробуванні еоценових пісковиків (інтервал 628—641 м) отримано приплив газу 56700 м3/добу на 10 мм штуцері при буферному тиску 4,2 МПа і затрубному — 4,5 МПа. У свердловині № 2 газ отримано із верхньопалеоценових пісковиків (інт. 1408—1436 м) при дебіті 83500 м3/добу на 12 мм штуцері за буферного тиску 5 МПа, і затрубного — 5,3 МПа. У свердловині № 4 приплив газу з нижньопалеоценових вапняків (інт. 1570—1594 м) через діафрагму діаметром 16 м склав 362000 м3/добу при буферному тиску 10 МПа і затрубному — 13 МПа.
Родовище прийняте на Державний баланс у 1988. Запаси остаточно не підраховувались.

## Геологія
У геологічній будові Одеської структури представлені теригенні та карбонатні породи крейди, палеогену та неогену.
За матеріалами розвідувального буріння і сейсморозвідки Одеське підняття по еоценовому продуктивному горизонту є антикліналлю північно-східного простягання з розмірами 11×8 км по ізогіпсі мінус 800 м і амплітудою близько 200 м. Північно-західне крило структури ускладнене тектонічним порушенням типу «скид» з амплітудою 50 м. Виділяють два склепіння: північно-східне і південно-західне.
Продуктивні горизонти Е-1 і ВП представлені дрібнозернистими пісковиками. Пласт НП складений пелітоморфними піскуватими і тріщинуватими вапняками. Колектори порові у першому випадку і тріщинно-порові — у другому. Поклади газу пластові склепінні тектонічно екрановані. Режим їх водонапірний. Родовище завершене розвідкою і до кінця 2007 знаходилось у консервації.

## Освоєння
Освоєння родовища планувалось у 2012 за допомогою плавучої бурильної установки «Петро Годованець», яка прибуло у травні. Буріння свердловини планувалося влітку 2012. При облаштуванні нового родовища планувалося побудувати 30 морських платформ і блок-кондукторів, прокласти понад 300 км підводних трубопроводів.
Завдяки розробці Одеського газового родовища видобуток компанії «Чорноморнафтогаз» зросте у двічі до 2015.

## Інциденти
У 2014, після початку анексії Росією Криму, дві плавучі бурові установки «Петро Годованець» і «Україна» (т. зв. «Вишки Бойка») були захоплені Збройними силами РФ і у кінці 2015 відбуксировані до узбережжя Криму.